# Моровино
Моровино (рос. Моровино) — присілок у Лузькому районі Ленінградської області Російської Федерації.
Населення становить 78 осіб. Належить до муніципального утворення Ям-Тьосовське сільське поселення.

## Історія
Згідно із законом від 28 вересня 2004 року № 65-оз належить до муніципального утворення Ям-Тьосовське сільське поселення.

## Населення
| 1884 | 1909 | 1928 | 1965 | 1997 | 2007 | 2010 |
| ---- | ---- | ---- | ---- | ---- | ---- | ---- |
| 440  | ↗502 | ↘303 | ↘259 | ↘124 | ↘82  | ↘78  |